# Arbetarnas världsfederation
Arbetarnas världsfederation (engelska: World Confederation of Labour, WCL) var en internationell facklig organisation, baserad i Europa, som bildades 1920 med namnet Kristna fackföreningsinternationalen. Den organiserade fackförbund som var närstående Europas kristdemokratiska partier och var ett kristet, katolskt alternativ till de världsliga fackföreningarna. Många av federationens medlemmar förföljdes och fängslades av totalitära regimer under 1930-talet.
År 2006 upplöstes federationen liksom Fria fackföreningsinternationalen (ICFTU) och de bildade tillsammans Internationella fackliga samorganisationen (IFS/ITUC).